# Reservas estatales de Azerbaiyán

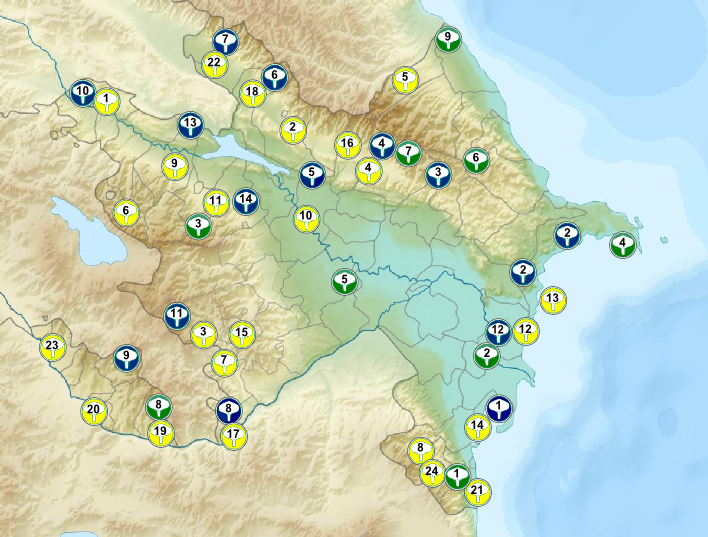
Reservas Estatales de Azerbaiyán
1. Reserva estatal Gizil-Agach
2. Reserva estatal Gobustán
3. Reserva estatal Pirguli
4. Reserva estatal Ismailli
5. Reserva estatal Turian-Chay
6. Reserva estatal Ilisu
7. Reserva estatal Zakatala
8. Reserva estatal Basut-Chay
9. Reserva estatal Shahbuz
10. Reserva estatal Gara-Yaz
11. Reserva estatal Gara-Gel
12. Reserva estatal Shirvan
13. Reserva estatal Eldar shami (Pino de Eldar)

Las reservas estatales de Azerbaiyán preservan y protegen la fauna, flora y ecosistema del país Las actividades en este sector están reguladas por el Ministerio de Ecología y Recursos Naturales de República de Azerbaiyán. En total más de 2,5% de Azerbaiyán está bajo protección por el gobierno como reserva estatal. Esta es una lista de la reservas estatales de Azerbaiyán:

## Basut-Chay
| N.º | Nombre del parque nacional | Nombre original               | Fecha de declaración | Superficie (km²) | Raiones          | Categoría de área protegida de la UICN |
| --- | -------------------------- | ----------------------------- | -------------------- | ---------------- | ---------------- | -------------------------------------- |
| 1.  | Reserva estatal Basut-Chay | Bəsitçay Dövlət Təbiət Qoruğu | 4 de julio de 1974   | 107 ha           | Zəngilan (raión) | Ia – Reserva natural estricta          |

La reserva estatal Basut chay se encuentra en la raión Zangilan y fue establecido por el orden gubernamental del 4 de julio de 1974. El territorio de la reserva es 107 hectáreas.

## Eldar shami
| N.º | Nombre del parque nacional  | Nombre original                 | Fecha de declaración    | Superficie (km²) | Raiones       | Categoría de área protegida de la UICN |
| --- | --------------------------- | ------------------------------- | ----------------------- | ---------------- | ------------- | -------------------------------------- |
| 2.  | Reserva estatal Eldar shami | Eldar Şamı Dövlət Təbiət Qoruğu | 16 de diciembre de 2004 | 1686 ha          | Samux (raión) | Ia – Reserva natural estricta          |

La reserva estatal “Pino de Eldar” fue establecido en 2004 en el territorio de 1686 hectáreas sobre superficie de raión Samukh. Anteriormente, desde 1967  la reserva fue filial de la reserva estatal de Goygol. El objetivo principal del establecimiento de la reserva es conservación del pino de eldar, que es un tipo endémico y raro.

## Gara-Yaz
| N.º | Nombre del parque nacional | Nombre original               | Fecha de declaración | Superficie (km²) | Raiones | Categoría de área protegida de la UICN |
| --- | -------------------------- | ----------------------------- | -------------------- | ---------------- | ------- | -------------------------------------- |
| 3.  | Reserva estatal Gara-Yaz   | Qarayazı Dövlət Təbiət Qoruğu | 2 de marzo de 1978   | 4,900 ha         | Ağstafa | Ia – Reserva natural estricta          |

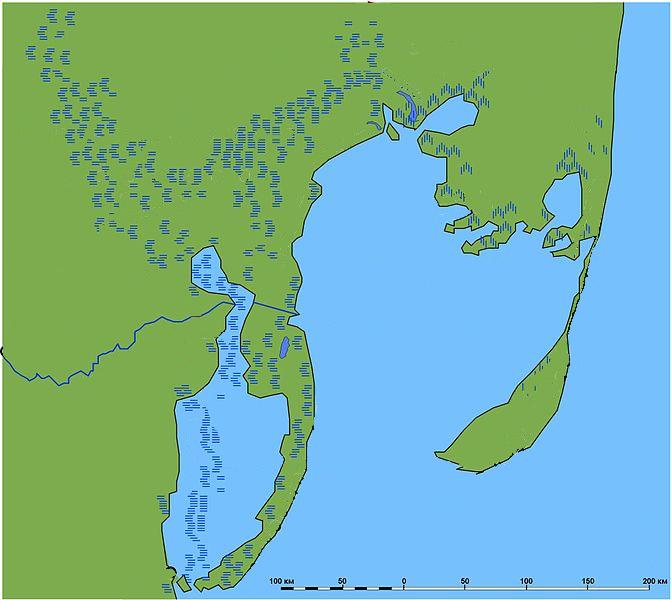
Mapa de la reserva estatal Gizil Aghac

La reserva estatal Gara Yaz fue creado en el año de 1978 en la superficie de 4855 hectáreas. El 2 de junio de 2003 el territorio de la reserva estatal fue ampliada y alcanzó 9658 hectáreas. El objetivo principal del establecimiento de la reserva fue proteger y restaurar los bosques de ribera alrededor del río Kurá. En la reserva se existen el álamo blanco, el roble, aliso y acacia blanca, de animales -  el jabalí, el ciervo, el faisán, la paloma, etc.

## Gizil-Agach
| N.º | Nombre del parque nacional  | Nombre original                | Fecha de declaración | Superficie (km²) | Raiones           | Categoría de área protegida de la UICN |
| --- | --------------------------- | ------------------------------ | -------------------- | ---------------- | ----------------- | -------------------------------------- |
| 4.  | Reserva estatal Gizil-Agach | Qızılağac Dövlət Təbiət Qoruğu | 1929                 | 88,400 ha        | Lankaran (ciudad) | Ia – Reserva natural estricta          |

La reserva estatal Gizil Aghac se encuentra en el sur de Azerbaiyán, en la ribera del mar Caspio, en el terittorio de raión Lenkaran. La reserva fue establecida el 3 de junio de 1929 por el orden del Consejo de Comisarios del Pueblo de la URSS. La superficie de la reserva es 88360 hectáreas.  En 1926 un parte del territorio fue declarado el parque estatal. El objetivo principal del establecimiento de la reserva estatal fue estudiar flora y fauna de esa región.

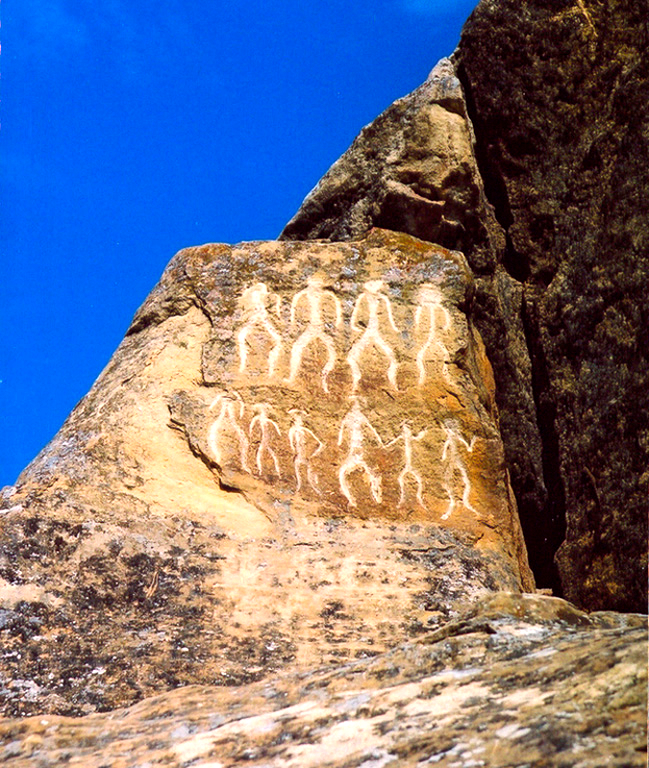
La reserva estatal de Gobustan

## Gobustán
| N.º | Nombre del parque nacional | Nombre original                     | Fecha de declaración | Superficie (km²) | Raiones                        | Categoría de área protegida de la UICN |
| --- | -------------------------- | ----------------------------------- | -------------------- | ---------------- | ------------------------------ | -------------------------------------- |
| 5.  | Reserva estatal Gobustán   | Qobustan dövlət tarixi-bədii qoruğu | 1966                 | 3096 ha          | Abşeron (raión) Qaradağ(raión) |                                        |

La reserva estatal de Gobustan se encuentra en el territorio del oeste del Gobustan, en 64 km al suroeste de Bakú. La reserva fue establecida en 1966, al mismo tiempo la región de Gobustan fue declarada como un monumento histórico nacional de Azerbaiyán. En 2007 la reserva estatal de Gobustan fue declarado como el Patrimonio de la Humanidad  por UNESCO.

## Ilisu
| N.º | Nombre del parque nacional | Nombre original            | Fecha de declaración | Superficie (km²) | Raiones     | Categoría de área protegida de la UICN |
| --- | -------------------------- | -------------------------- | -------------------- | ---------------- | ----------- | -------------------------------------- |
| 6.  | Reserva estatal Ilisu      | İlisu Dövlət Təbiət Qoruğu | 1987                 | 9345 ha          | Qax (raión) | Ia – Reserva natural estricta          |

La Reserva estatal de Ilisu fue establecido en 1987 en el territorio de 9,3 hectáreas en la región Qakh. En marzo de 2003 el territorio de la reserva fue ampliado hasta 17381 hectáreas. El objetivo del establecimiento de reserva fue conservar especies de flora y fauna raras y en peligro, restaurar bosques y evitar la erosión del suelo y la inundación.

## Ismailli
| N.º | Nombre del parque nacional | Nombre original                | Fecha de declaración | Superficie (km²) | Raiones           | Categoría de área protegida de la UICN |
| --- | -------------------------- | ------------------------------ | -------------------- | ---------------- | ----------------- | -------------------------------------- |
| 7.  | Reserva estatal Ismailli   | İsmayıllı Dövlət Təbiət Qoruğu | 21 de junio de 1981  | 5,778 ha         | İsmayıllı (raión) | Ia – Reserva natural estricta          |

La reserva estatal de Ismailli fue establecido en 1981 en el territorio con la superficie de 5778 hectáreas. En 2003 el territorio de la reserva fue ampliado. El objetivo principal del establecimiento fue conservar, también proteger las áreas naturales del Gran Cáucaso.

## Pirguli
| N.º | Nombre del parque nacional | Nombre original              | Fecha de declaración    | Superficie (km²) | Raiones | Categoría de área protegida de la UICN |
| --- | -------------------------- | ---------------------------- | ----------------------- | ---------------- | ------- | -------------------------------------- |
| 8.  | Reserva estatal Pirguli    | Pirqulu Dövlət Təbiət Qoruğu | 25 de diciembre de 1968 | 1,520 ha         | Şamaxı  | Ia – Reserva natural estricta          |

La reserva estatal de Pirgulu fue establecido en 1968 en el territorio administrativo de la raión Shamakhi con la superficie 1521 hectáreas. En enero de 2003 el territorio de la reserva fue ampliado y alcanzó 4274 hectáreas.  En el territorio de la reserva se pueden encontrar los mamíferos de la reserva se pueden encontrar el oso pardo, el lobo, el gato montés, el lince, la comadreja, el jabalí o el corzo.

## Shahbuz
| N.º | Nombre del parque nacional | Nombre original             | Fecha de declaración | Superficie (km²) | Raiones | Categoría de área protegida de la UICN |
| --- | -------------------------- | --------------------------- | -------------------- | ---------------- | ------- | -------------------------------------- |
| 9.  | Reserva estatal Shahbuz    | Şahbuz Dövlət Təbiət Qoruğu | 16 de julio de 2003  | 3,139 ha         | Shahbuz |                                        |

La reserva estatal de Shahbuz fue establecido en 2003 en el territorio de 3139 hectáreas de raión Shahbuz de la República Autónoma de Najicheván. El objetivo del establecimiento de reserva fue conservar especies de flora y fauna raras y en peligro.

## Shirvan
| N.º | Nombre del parque nacional | Nombre original             | Fecha de declaración | Superficie (km²) | Raiones | Categoría de área protegida de la UICN |
| --- | -------------------------- | --------------------------- | -------------------- | ---------------- | ------- | -------------------------------------- |
| 10. | Reserva estatal Shirvan    | Şirvan Dövlət Təbiət Qoruğu | 1961                 | 25,761 ha        | Salyan  | Ia – Reserva natural estricta          |

La reserva estatal Shirvan fue establecida en 1969 en el territorio de Shirvan en la superficie de 177445 hectáreas. En 1982 el territorio fue ampliado y alcanzó al 25800 hectáreas. En 2003 un parte del territorio fue transferido al parque nacional de Shirvan y la superficie de la reserva ha sido 6232 hectáreas. El objetivo principal de la reserva estatal de Shirvan es conservar y aumentar el número de los ceyranos.

## Turian-Chay
| N.º | Nombre del parque nacional  | Nombre original                | Fecha de declaración | Superficie (km²) | Raiones        | Categoría de área protegida de la UICN |
| --- | --------------------------- | ------------------------------ | -------------------- | ---------------- | -------------- | -------------------------------------- |
| 11. | Reserva estatal Turian-Chay | Türyançay Dövlət Təbiət Qoruğu | 6 de mayo de 1958    | 12,63 ha         | Yevlax (raión) | Ia – Reserva natural estricta          |

La reserva estatal de Turian chay fue establecido en 1958 en el territorio de Sheki en la superficie de 12630 hectáreas, que en 2003 fue ampliado hasta 22000 hectáreas. el objetivo principal de la reserva estatal es restaurar los complejos de bosques áridos y prevenir los procesos erosivos en las laderas montañosas. En la reserva se existen  24 especies de mamíferos, 112 aves, 20 reptiles y 3 anfibios.

## Gara-Gel
| N.º | Nombre del parque nacional | Nombre original              | Fecha de declaración    | Superficie (km²) | Raiones | Categoría de área protegida de la UICN |
| --- | -------------------------- | ---------------------------- | ----------------------- | ---------------- | ------- | -------------------------------------- |
| 12. | Reserva estatal Gara-Gel   | Qaragöl Dövlət Təbiət Qoruğu | 17 de noviembre de 1987 | 240 ha           | Laçın   | Ia – Reserva natural estricta          |

La reserva estatal Gara Gol fue creado en 1987 en el territorio con la superficie de 240 hectáreas. La reserva estatal de Gara-Gel está bajo el control de fuerzas pertenecientes a la República de Nagorno-Karabaj y actualmente está inactiva.

## Zakatala
| N.º | Nombre del parque nacional | Nombre Original               | Fecha de Declaración | Superficie (km²) | Raiones          | Categoría de área protegida de la UICN |
| --- | -------------------------- | ----------------------------- | -------------------- | ---------------- | ---------------- | -------------------------------------- |
| 13. | Reserva estatal Zakatala   | Zaqatala Dövlət Təbiət Qoruğu | 1929                 | 23,844 ha        | Zaqatala (raión) | Ia – Reserva natural estricta          |

La reserva estatal de Zaqatala fue establecida en 1929 en el territorio de la RSS de Azerbaiyán. La superficie de la reserva es 205200 hectáreas, de las que 15772 son de bosques.